# (14354) Kolesnikov
(14354) Kolesnikov (1987 QX7) – planetoida z pasa głównego asteroid okrążająca Słońce w ciągu 4,82 lat w średniej odległości 2,85 j.a. Odkryta 21 sierpnia 1987 roku.